# Magdolna utca
Magdolna utca est une rue située dans le quartier de Magdolna, dans le 8e arrondissement de Budapest. Elle relie Szűz utca à Fiumei út. À l'origine du nom du quartier, la réputation de cette rue s'est fortement dégradée ces dernières années. Ornée d'élégants immeubles de rapport à son extrémité occidentale, la rue est marquée par des édifices de bas étage et des logements délabrés. On trouve toutefois à son extrémité orientale des immeubles élégants édifiés par des fripiers, brocanteurs et chiffonniers juifs au début du XXe siècle (zsibárus-ház).